# Bassa Vah ábécé
A Bassa Vah, más néven egyszerűen Vah ábécé (A kifejezés jelentése bassa nyelven „jelet vetni”) a libériai bassa nyelv írására szolgáló alfabetikus írás. Mint régi, kihalás szélén álló rendszert az 1900-as években fedezték fel újra a Brazíliában és Nyugat-Indiában élő bassaiak körében, ezután Libériában Thomas Flo Lewis élesztette újjá. Betűtípust készítettek hozzá, és 1959-ben Libériában megalakult egy egyesület a népszerűsítésére. Ma már nem használják, és a sikertelen írásrendszerek közé sorolták.

## Betűk
A Vah balról jobbra íródik. Ez egy valódi ábécé, 23 mássalhangzó betűvel, hét magánhangzóval és öt mellkékjellel, amelyek a hangsúlyt jelölik.

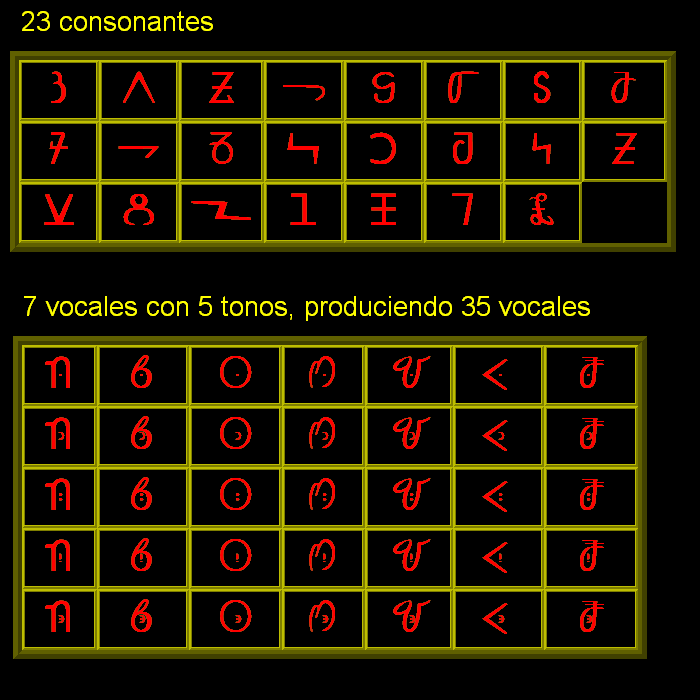
A bassa vah ábécé betűinek listája.

### A hangsúlyok jelölése.
A bassa vah ábécében létezik öt mellékjel a magánhangzók hangnemének jelölésére: magas, mély, közép, középmagas és mélyülő.

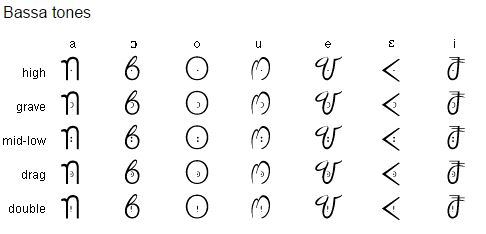
A bassa nyelv ötféle hangsúlyának jelölése a bassa vah ábécében.

## Unicode
A Bassa Vah 2014 júniusában, a 7.0-s verzió kiadásával került be az Unicode szabványba. Unicode-blokkja U+16AD0-U+16AFF.

## Fordítás
Ez a szócikk részben vagy egészben  a   Bassa Vah alphabet című angol Wikipédia-szócikk ezen változatának fordításán alapul.  Az eredeti cikk szerkesztőit annak laptörténete sorolja fel. Ez a jelzés csupán a megfogalmazás eredetét és a szerzői jogokat jelzi, nem szolgál a cikkben szereplő információk forrásmegjelöléseként.